# Cheia, Vâlcea
Cheia este o localitate componentă a orașului Băile Olănești din județul Vâlcea, Oltenia, România. Situată la poalele masivului Buila și în apropierea schiturilor Iezer, Pahomie și Pătrunsa, localitatea reprezintă un punct de plecare pentru excursiile montane.
 Acest articol despre o localitate din județul Vâlcea este deocamdată un ciot. Puteți ajuta Wikipedia prin completarea lui.